# Buckwild (producteur)
Pour la série de téléréalité américaine, voir Buckwild.
Buckwild, de son vrai nom Anthony Best, est un producteur de musique et DJ américain, originaire du Bronx, New York, et membre du collectif D.I.T.C..

## Biographie
Formé par Lord Finesse, il commence à produire ses propres titres en 1993, mais c'est l'album Word...Life d'O.C., pour lequel il produit huit morceaux en 1994, qui le fait connaître,.
Il travaille ensuite avec Brand Nubian, Organized Konfusion, Kool G Rap, Mic Geronimo, Sadat X, Capone-N-Noreaga, The Notorious B.I.G., Jay-Z, Fat Joe, Memphis Bleek, Big Pun, Faith Evans, A.G., et bien d'autres.
En 2010, il publie un album en collaboration avec Celph Titled (Army of the Pharaohs), intitulé Ninety Ninety Now et en 2014, Silk Pyramids, en collaboration avec Meyhem Lauren.
En 2013, le webzine HipHopDX l'a décrit comme « l'un des producteurs de hip-hop les plus prolifiques et les plus acclamés ».

## Discographie

### Albums studio
- 2010 : Nineteen Ninety Now (avec Celph Titled)
- 2014 : Silk Pyramids (avec Meyhem Lauren)

### Compilations
- 2007 : Buckwild: Diggin' in the Crates
- 2011 : Nineteen Ninety More (avec Celph Titled)

### EPs
- 1998 : Still Diggin' Composition
- 2010 : Buckwild Presents...
- 2014 : Acapellas Bonus White Label EP (avec Meyhem Lauren)
- 2014 : Silk Pyramids Extras EP (avec Meyhem Lauren)